# Võ Thành Đức
Võ Thành Đức là Thiếu tướng Công an nhân dân Việt Nam. Ông từng giữ chức vụ Giám đốc Công an tỉnh Bình Dương (2007-2015).

## Tiểu sử
Võ Thành Đức là đảng viên Đảng Cộng sản Việt Nam, Ủy viên Ban thường vụ Tỉnh ủy Bình Dương, Bí thư Đảng ủy Công an tỉnh Bình Dương.
Năm 2005, Võ Thành Đức là Thượng tá, Phó Giám đốc Công an tỉnh Bình Dương.
Từ tháng 8 năm 2007 đến tháng 3 năm 2010, Võ Thành Đức là Đại tá, Giám đốc Công an tỉnh Bình Dương.
Tháng 5 năm 2011, Võ Thành Đức là Thiếu tướng, Giám đốc Công an tỉnh Bình Dương.
Chiều ngày 30 tháng 7 năm 2013, tại kỳ họp Hội đồng nhân tỉnh Bình Dương lần thứ 8 (khóa VIII), 61/62 đại biểu HĐND có mặt tham gia bỏ phiếu tín nhiệm đối với 14 chức danh quan trọng của tỉnh Bình Dương, Thiếu tướng Võ Thành Đức, Giám đốc Công an tỉnh Bình Dương nhận được 53 phiếu tín nhiệm cao, đứng đầu trong số các chức danh được lấy phiếu tín nhiệm.
Ngày 4 tháng 8 năm 2014, Thiếu tướng Võ Thành Đức, Giám đốc Công an tỉnh Bình Dương được trao quyết định của Bộ trưởng Bộ Công an Việt Nam nâng hệ số lương từ 8,6 lên 9,2 tương đương mức lương cấp bậc hàm Trung tướng Công an nhân dân Việt Nam.
Tháng 11 năm 2015, Võ Thành Đức nhận quyết định chờ nghỉ hưu.

## Lịch sử thụ phong quân hàm
- Đại tá Công an nhân dân
- Thiếu tướng Công an nhân dân Việt Nam (thụ phong trong khoảng 2010-2011)